# Ильинка (Учалинский район)
Ильи́нка (баш. Ильинка) — деревня в Учалинском районе Республики Башкортостан Российской Федерации. Входит в состав Мансуровского сельсовета.

## География

### Географическое положение
Расстояние до:
- районного центра (Учалы): 34 км,
- центра сельсовета (Мансурово): 2 км,
- ближайшей железнодорожной станции (Шартымка): 7 км.

## Население
| 2002 | 2009 | 2010 |
| ---- | ---- | ---- |
| 173  | ↗196 | ↘173 |

Национальный состав
Согласно переписи 2002 года, преобладающая национальность — башкиры (82 %).